# Bazincourt-sur-Saulx
 Bazincourt-sur-Saulx  là một xã thuộc tỉnh Meuse trong vùng Grand Est đông nam nước Pháp. Xã này nằm ở khu vực có độ cao trung bình 205 mét trên mực nước biển.